# Desire (album de Pharoahe Monch)
Pour les articles homonymes, voir Desire.
Cet article concerne l'album de Pharoahe Monch. Pour l'album de Bob Dylan, voir Desire.
Albums de Pharoahe Monch
Internal Affairs
(1999) W.A.R. (We Are Renegades)
(2011)
Singles
1. Push
Sortie : 11 septembre 2006
2. Let's Go
Sortie : 15 septembre 2006
3. Body Baby
Sortie : 18 juin 2007
4. Desire
Sortie : 2007

Desire est le deuxième album studio de Pharoahe Monch, sorti le 26 juin 2007.
L'album s'est classé 13e au Top R&B/Hip-Hop Albums et 58e au Billboard 200.

## Liste des pistes
| No  | Titre | Contient un (des) sample(s) de | Durée |
| --- | --- | --- | ----- |
| 1.  | Intro | | 0:32  |
| 2.  | Free | I'm Free de Millie Jackson | 3:34  |
| 3.  | Desire (featuring Showtyme)                                                                                      | The Picture Will Never Change de Lamont Dozier Ante Up (Robbing-Hoodz Theory) de M.O.P.                                                     | 3:32  |
| 4.  | Push (featuring Showtyme, Mela Machinko & Tower of Power)                                                        | | 2:52  |
| 5.  | Welcome to the Terrordome                                                                                        | | 3:31  |
| 6.  | What It Is | A Divine Image de David Axelrod | 2:56  |
| 7.  | When the Gun Draws (featuring Mr. Porter)                                                                        | | 3:16  |
| 8.  | Let's Go (featuring Mela Machinko)                                                                               | I Want to Take You Higher de Sly and the Family Stone Thirteen d'Organized Konfusion Oh No de Mos Def featuring Pharoahe Monch et Nate Dogg | 4:16  |
| 9.  | Body Baby | | 3:18  |
| 10. | Bar Tap (featuring Mela Machinko)                                                                                | Deliver the Word de War | 3:08  |
| 11. | Hold On (featuring Erykah Badu)                                                                                  | I'll Get by Without You de Wah Wah Watson                                                                                                   | 3:49  |
| 12. | So Good | My Place de Tweet | 3:15  |
| 13. | Trilogy (Act I: Cops Coming - Act II: Revenge - Act III: Evil Eyes) (featuring Mr. Porter, Dwele & Tone Trezure) | | 9:22  |

| 14. | Agent Orange | 3:44 |

| 15. | Book of Judges | Black Steel in the Hour of Chaos de Public Enemy | 3:33 |